# اشتفان ماریا اشنایدر
اشتفان ماریا اشنایدر (آلمانی: Stefan Maria Schneider؛ زادهٔ ۲۸ دسامبر ۱۹۸۰) موسیقی‌دان، آهنگساز و تهیه‌کننده موسیقی اهل آلمان است.
او دانش‌آموختهٔ رشتۀ آهنگسازی فیلم در دانشگاه موسیقی و هنرهای نمایشی وین است. موسیقی او برای فیلم انیمیشن طبیعت شگفت‌انگیز ما نامزد دریافت جایزه آکادمی برای دانشجویان فیلم‌ساز شد. در ژوئن ۲۰۰۹، اشنایدر برای موسیقی متن همین فیلم ، نامزد دریافت جایزه جری گلداسمیت در کنفرانس بین‌المللی موسیقی فیلم اوبدا شد و آن را در بخش «بهترین موسیقی برای فیلم/انیمیشن کوتاه» دریافت کرد.
از فیلم‌ها یا مجموعه‌های تلویزیونی که وی در آن‌ها نقش داشته است، می‌توان به هتل هوس اشاره نمود.